# シツィアーノ
シツィアーノ（伊: Siziano）は、イタリア共和国ロンバルディア州パヴィーア県にある、人口約6,300人の基礎自治体（コムーネ）。

## 地理

### 位置・広がり

#### 隣接コムーネ
隣接するコムーネは以下の通り。括弧内のMIはミラノ県所属を示す。
- ボルナスコ
- カルピアーノ (MI)
- ラッキアレッラ (MI)
- ランドリアーノ
- ロカーテ・ディ・トリウルツィ (MI)
- ピエーヴェ・エマヌエーレ (MI)
- ヴィディグルフォ

### 気候分類・地震分類
気候分類では、zona E, 2601 GGに分類される。
また、イタリアの地震リスク階級 (it) では、zona 3 (sismicità bassa) に分類される
。

## 行政

### 分離集落
シツィアーノには、以下の分離集落（フラツィオーネ）がある。
- Bonate, Campomorto, Casatico, Gnignano